# 361. Infanterie-Division (Wehrmacht)
La 361. Infanterie-Division fu una divisione dell'esercito tedesco attiva durante la seconda guerra mondiale che venne creata nel 1943 e fu schierata lungo il fronte orientale dove fu distrutta nel 1944. Venne riorganizzata nell'agosto 1944 nella 361. Volksgrenadier-Division che venne distrutta nei Paesi Bassi nel febbraio 1945; tuttavia venne di nuovo ricostituita come 361. Infanterie-Division e fatta prigioniera dalle truppe alleate nel maggio 1945.

## Storia
361. Infanterie-Division
La divisione fu costituita il 26 novembre 1943 in Danimarca dal personale della 86. Infanterie-Division e da reclute nate nel 1926 e dopo che la formazione fu completata, fu schierata con compiti di protezione costiera in Danimarca. Nel marzo 1944 fu trasferita sul fronte orientale, nella zona di Tarnopol e Brody; fu distrutta nella sacca di Brody nel luglio 1944 e sciolta il 5 agosto, i suoi resti raggiunsero i Carpazi e lì furono distribuiti ad altre unità.
361. Volksgrenadier-Division
La divisione fu riorganizzata nella 361. Volksgrenadier-Division che fu istituita il 23 agosto 1944, nell'area di addestramento militare di Wahn ed inizialmente fu chiamata 569. Volksgrenadier-Division. Venne schierata sul fronte occidentale, nella zona di Arnhem, dove subì pesanti perdite e con l'ordinanza del 10 febbraio 1945 la divisione fu riorganizzata nella zona di Zwolle. Fu sciolta dopo il suo schieramento nella zona Saar-Palatinato nel febbraio 1945, ed i resti andarono alla 559. Volksgrenadier-Division
Ricostituzione della 361. Infanterie-Division
Con ordinanza del 10 marzo 1945, la 361. Infanterie-Division fu ricostituita nei Paesi Bassi. Il 20 aprile la truppe della divisione si scontrarono contro la resistenza olandese nell'Alblasserwaard e nel Betuwe, nelle città di Buren e Zoelen. La divisione fu fatta prigioniera dagli alleati dopo diversi combattimenti contro l'esercito britannico e canadese

## Ordine di battaglia
361. Infanterie-Division
- Grenadier-Regiment 951
- Grenadier-Regiment 952
- Grenadier-Regiment 953
- Artillerie-Regiment 361
- Pionier-Bataillon 361
- Divisions-Füsilier-Bataillon 361
- Feldersatz-Bataillon 361
- Panzerjäger-Kompanie 361
- Divisions-Nachrichten-Abteilung 361
- Divisions-Nachschubtruppen 361

361. Volksgrenadier-Division
- Grenadier-Regiment 951
- Grenadier-Regiment 952
- Grenadier-Regiment 953
- Artillerie-Regiment 361
- Pionier-Bataillon 361
- Divisions-Füsilier-Bataillon 361
- Feldersatz-Bataillon 361
- Panzerjäger-Abteilung 361
- Divisions-Nachrichten-Abteilung 361
- Divisions-Nachschubtruppen 361

## Decorazioni
Alcuni soldati della 361. Infanterie-division e della 361. Volksgrenadier-Division furono premiati per le loro azioni in guerra:
- Croce Tedesca
  - in oro: 1
- Croce di Cavaliere della croce di ferro: 3
  - Croce di Cavaliere con foglie di quercia: 1
- Distintivo per combattimenti ravvicinati:
  - in bronzo: 1

## Comandanti
361. Infanterie-Division
- Generalleutnant Siegmund Freiherr von Schleinitz (20 novembre 1943 - 30 maggio 1944)
- Generalmajor Gerhard Lindemann (30 maggio 1944 - 5 agosto 1944)

361. Volksgrenadier-Division
- Generalmajor Alfred Philippi (23 agosto 1944 - febbraio 1945)

Ricostituzione della 361. Infanterie-Division
- Generalmajor Alfred Philippi (10 marzo 1945 - 8 maggio 1945)